# La grande Danse macabre
La grande Danse macabre (französisch für ‚Der große Totentanz‘) ist das siebte Musikalbum der schwedischen Black-Metal-Band Marduk. Es wurde am 5. März 2001 als erstes Album der Band über Blooddawn Productions und Regain Records veröffentlicht.
Das Album enthält im Gegensatz zu Panzer Division Marduk einige langsame Passagen und wird im Vergleich zu früheren Werken als für Marduk sehr abwechslungsreich beschrieben; zahlreiche Kritiker lobten diese Entwicklung, einige bemängelten jedoch gleichzeitig ihre Umsetzung.
La grande Danse macabre bildet den dritten Teil der mit Nightwing begonnenen Blut-, Feuer- und Tod-Trilogie in Anlehnung an Bathory und ihr Album Blood Fire Death, wobei Nightwing das „Blut-Album“ darstellt, Panzer Division Marduk von Feuer und La grande Danse macabre vom Tod handelt.

## Entstehung
Während der Arbeit an Panzer Division Marduk schrieb Morgan Håkansson auch langsamere Stücke; diese blieben aufgrund ihrer geringen Geschwindigkeit zunächst „für den Nachfolger liegen“. Ursprünglich war Memento mori als Titel vorgesehen (siehe memento mori). Marduk betrat im Dezember 2000 das Abyss Studio, um La grande Danse macabre in neun Tagen aufzunehmen. Aufgenommen wurde es von Tommy Tägtgren, abgemischt von Peter Tägtgren. Produziert wurde es von der Band selbst. 2001 ging Marduk für diverse Aufnahmen erneut ins Studio. Das Album erschien am 5. März 2001.

## Titelliste
1. Ars moriendi – 3:49 (Musik: M. Steinmeyer Håkansson)
2. Azrael – 4:43 (Musik und Text: M. Steinmeyer Håkansson)
3. Pompa funebris 1660 – 5:50 (Musik: M. Steinmeyer Håkansson)
4. Obedience unto Death – 4:16 (Musik und Text: M. Steinmeyer Håkansson)
5. Bonds of Unholy Matrimony – 5:15 (Text: Legion; Musik: M. Steinmeyer Håkansson)
6. La grande Danse macabre – 3:29 (Text: Legion, M. Steinmeyer Håkansson; Musik: M. Steinmeyer Håkansson)
7. Death Sex Ejaculation – 7:06 (Text: Legion; Musik: M. Steinmeyer Håkansson)
8. Funeral Bitch – 3:03 (Musik und Text: M. Steinmeyer Håkansson)
9. Summers End – 7:06 (Text: M. Steinmeyer Håkansson; Musik: B. War, M. Steinmeyer Håkansson)
10. Jesus Christ… Sodomized – 3:03 (Text: Legion; Musik: M. Steinmeyer Håkansson)

Alle Lieder wurden von Morgan Håkansson und B. War arrangiert.

## Musikstil und Texte
Auf La grande Danse macabre wurde gegenüber dem vorigen Album Panzer Division Marduk „[v]ordergründig […] viel Tempo aus dem Spiel genommen, was aber seinen [Håkanssons] Riffs zu noch mehr brachialer, präziser denn je zuschlagender Gewalt und vor allem auch Bogges Bass zu mehr Präsenz verhilft“. Legion bezeichnete dies als „natürliche Weiterentwicklung, um von dem schnellen Geknüppel der letzten Platte wegzukommen. ‚Panzerdivision Marduk Teil II‘ einzuspielen, wäre ziemlich dumm gewesen.“ Auch Slayer habe sich nach Reign in Blood nicht wiederholt, sondern South of Heaven aufgenommen. Das Album sei aber „immer noch typisch Marduk“. Auch Håkansson bezog sich in diesem Zusammenhang auf Slayer und Reign in Blood.
Wolf-Rüdiger Mühlmann vom Rock Hard beschreibt La grande Danse macabre als „[d]as blanke Gegenteil der vorangegangenen unbarmherzigen Panzerjagd“; das Album „erklingt für MARDUK-Verhältnisse gemäßigt und abwechslungsreich und hält neben aller Vollgasvorlieben [sic!] auch ausreichend Platz für Midtempo und doomige Passagen“. John Serba von Allmusic bezeichnete es als ihr bis dahin versiertestes und variiertestes Werk. Legions Gesang bezeichnete er als „gequält, wenn auch etwas generisch“.
Mit La grande Danse macabre bezieht die Band sich auf den Totentanz, wobei laut Mühlmann „die Inspiration für den Albumtitel […] vom französischen (Erotik-)Zeichner und Illustrator Martin van Maële“ stammt. Der Satanismus bleibe „[i]n inhaltlicher Sicht […] diesmal in der Mottenkiste, denn das große Thema heißt: Tod“. Serba weist jedoch auf blasphemische Texte hin. Die Texte sind laut Legion „jetzt durchdachter, denn wir wollten eine völlig andere Atmosphäre kreieren“. Die zu Funeral Bitch, Death Sex Ejaculation und Jesus Christ… Sodomized wurden von Serba allerdings als „enttäuschend unreif“ bezeichnet. Bei der Behandlung des Todes „überraschen die Schweden nicht nur mit einigen profunden Betrachtungen über den Totenkult des späten Mittelalters, sondern auch mit teilweise erstaunlich düsteren und bedrohlichen Kompositionen, die einen deutlichen Kontrast zu den archetypischen pfeilschnellen Trümmerorgien, für die Marduk seit ihrem epochalen OPUS NOCTURNE-Album stehen, bilden“. Alle Lieder „setzen sich auf die eine oder andere Art mit dem Tod auseinander. Sei es aus historischer Perspektive oder nur als philosophischen Begriff“. Ars moriendi ‚Kunst des Sterbens‘ (siehe ars moriendi) „bezieht sich auf eine aus dem Mittelalter und der Renaissance stammende Denkweise, die den Tod als wichtigen Bestandteil der menschlichen Existenz akzeptiert“. Im Titellied wollte die Band „das besondere Flair dieses Bildes, wenn der leibhaftige Tod mit den Leuten ins Jenseits tanzt, wiedergeben“. Håkansson bezeichnete den Tod als „das einzig Sichere im Leben des Menschen“; er finde es bemerkenswert, dass dieses Thema heutzutage beinahe tabuisiert werde und der Tod „[i]n unserer modernen Kultur […] keinen Platz mehr“ finde, „während er früher etwa in Grabmälem oder Gedächtniskirchen Anlass für die größten kulturellen Errungenschaften war“. Das Wort werde auch kaum mehr ausgesprochen.

## Gestaltung
Das Cover zeigt „die prunkvolle Rüstung eines toten schwedischen Königs“. Die nicht auf diesem abgebildete Hälfte seines Schädels mit Krone und einigen fehlenden Zähnen findet sich auf der Rückseite des Beihefts.

## Rezeption
Serba lobte das Arrangement und den Text zu Azrael und Bonds of Unholy Matrimony sowie La grande Danse macabre als „wahrhaft episch“ und als „schrecklich potente und intelligente Anstürme der Hässlichkeit“. Funeral Bitch, Death Sex Ejaculation und Jesus Christ… Sodomized bezeichnete er als „solide Exkursionen in die Perversität“, wobei die Texte „enttäuschend unreif“ seien. Trotzdem sei La grande Danse macabre eine würdige, wenngleich unebene Leistung der Band; diese sei effizient, aber wenn sie nicht ihre eigene dämonische Muse finde, werde sie immer eine unheilige Brautjungfer und niemals eine Braut sein. Mühlmann bezeichnet das Album als solide und als „[a]lles in allem eine befriedigende, mit kleinerem kompositorischen [sic!] Ideenmangel einhergehende Kursänderung, die allerdings inhaltlich verhunzt wurde. Im Vergleich zu den meisten Vorgängeralben klingt ‚La Grande…‘ etwas matschig.“
Robert Müller vom Metal Hammer hingegen lobte das Album als „für ihre Verhältnisse außerordentlich abwechslungsreich ausgefallen, was vor allem daran liegt, dass sich düstere Heaviness und bedrohlich [sic!] Riffs ähnlich wie im zweiten Teil der NIGHTWING-CD gegen die typischen Hochgeschwindigkeitsattacken behaupten können. […] Wer den Stil dieser Band mag, wird mit einem der bisher besten Marduk-Alben belohnt – aber auch diejenigen, die sich dem Black Metal bisher erst zögerlich nähern, sind eingeladen, an diesem Totentanz teilzuhaben. Denn Stücke wie der Titelsong oder ‚Funeral Bitch‘ sind in ihrer bösartigen, nokturnen Erhabenheit weit mehr als schwarzmetallische Pflichterfüllung.“ MG vom Legacy zufolge ist das Titellied „definitiv ein Klassiker des Black Metal – sofern die sternenfressende, galaxienvernichtende Power von MARDUK überhaupt noch in dieses Korsett gezwängt werden kann. Die Betonung der instrumentalen Brillanz soll jedoch Legions Leistung in keiner Weise schmälern – im Gegenteil: durch die akzentuierteren Vocals gewinnt seine Leistung noch mehr an Wert! “ Tom Lubowski vom Metal Hammer kritisierte, dass es La Grande Danse Macabre qualitativ merklich hinter den beiden Vorgängern Heaven Shall Burn... When We Are Gathered und Panzer Division Marduk zurückbleibe; es fehle an. „Durchschlagskraft und ikonischen Momenten“. Er urteilte: „Das Album ist zwar kein Totalausfall, bleibt von Katalog von Marduk allerdings eher dämmerig, statt wie sonst hoffnungslose Finsternis zu entfesseln.“